# Hire Kadboor, Manvi
Hire Kadboor là một làng thuộc tehsil Manvi, huyện Raichur, bang Karnataka, Ấn Độ.